# بيتر هوفستي
هارم بيتر هوفستي (بالهولندية: Peter Hofstee)‏ (من مواليد عام 1962) هو عالم فيزياء وعالم كمبيوتر هولندي ويعمل حاليًا كعضو أبحاث متميز في مختبر أبحاث IBM Austin في الولايات المتحدة الأمريكية وأستاذ غير متفرغ في أنظمة البيانات الكبيرة بجامعة دلفت للتكنولوجيا في هولندا.

## الحوسبة غير المتجانسة
يشتهر هوفست بإسهاماته في الحوسبة غير المتجانسة باعتباره المهندس الرئيسي لعناصر المعالج التآزر في معالج Cell Broadband Engine المستخدم في سوني بليستيشن 3 ، وأول كمبيوتر فائق يصل إلى عملية Petaflop المستدامة. بعد العودة إلى أبحاث IBM في عام 2011، ركز على تحسين خارطة طريق النظام للبيانات الضخمة والتحليلات والسحابة، بما في ذلك استخدام الحوسبة المتسارعة. مهدت أبحاثه المبكرة حول تسريع إعادة التشكيل المرفق بشكل متسق على POWER7 الطريق لواجهة المعالج الملحق الجديد المتماسكة على POWER8.
Hofstee هو IBM Master Inventor مع أكثر من 100 براءة اختراع صادرة  وعضو في أكاديمية IBM للتكنولوجيا.

## خلفية
وُلد هوفستي في جروننجن وحصل على درجة الماجستير في الفيزياء النظرية من جامعة جروننجن في عام 1988. واصل الدراسة في معهد كاليفورنيا للتكنولوجيا حيث كتب أطروحة ماجستير بعنوان «بناء بعض البرامج الموزعة» في عام 1991  وحصل على درجة الدكتوراه.د. مع أطروحة بعنوان عمليات المزامنة في عام 1995. انضم إلى Caltech كمحاضر لمدة عامين وانتقل إلى IBM في أوستن ، تكساس، معمل الأبحاث، حيث كان لديه موظف، وكبير الموظفين التقنيين، ومناصب المهندسين المتميزة.

### المناصب السابقة
- 1994 - 1996

محاضر (عضو هيئة التدريس) في معهد كاليفورنيا للتكنولوجيا، قسم علوم الكمبيوتر
- 1996 - 2001

عضو هيئة أبحاث في مختبر أبحاث أوستن
- 2001 - 2006

عضو تقني أول، كبير مهندسي Cell SPE في قسم الإلكترونيات الدقيقة من IBM / مجموعة IBM Systems and Technology
- 2006 - 2010

مهندس متميز، خلية / ب. كبير العلماء في مجموعة IBM Systems and Technology

### المناصب الحالية
- 2010–للوقت الحالي

عضو هيئة أبحاث متميز، نظم تحسين عبء العمل والهجين في مختبر أبحاث أوستن
- 2014–للوقت الحالي

أستاذ نظم البيانات الكبيرة بجامعة دلفت للتكنولوجيا بهولندا
منذ عام 2011، يقود بيتر أعمال تصميم نظام البيانات الكبيرة في IBM. في مارس 2016، تم تعيين بيتر كأستاذ لرئاسة نظم البيانات الحاسوبية الكبيرة في كلية الهندسة الكهربائية والرياضيات وعلوم الكمبيوتر في جامعة دلفت للتكنولوجيا.

## جوائز
- جائزة شركة آي بي إم

ل Cell Broadband Engine ، 2006
- جائزة مجموعة أبحاث IBM

لبدء برنامج Zebra / Ivy Grant ، يناير 2004 (مقدمة لـ Roadrunner)
- جائزة IBM للانجازات الفنية المتميزة

تقديراً لأول معالجات PowerPC الدقيقة 1 جيجاهرتز في العالم، فبراير 1998
- الجائزة السنوية العشرين للتميز في التدريس،

الطلاب المشاركون في معهد كاليفورنيا للتكنولوجيا، 1995-1996
- زمالتان لخريجي IBM (أثناء وجودهما في معهد كاليفورنيا للتكنولوجيا)

1991-1993

## عضوية / مرتبة الشرف
- عضو مخترع رئيسي في IBM ،
- أكاديمية IBM للتكنولوجيا،
- عضو في معهد مهندسي الكهرباء والإلكترونيات ورابطة آلات الحوسبة